# Cannon Lake
Cannon Lake (раніше Skymont) — кодова назва мікропроцесора компанії Intel, що виготовляється за технологічною нормою 10 нанометрів і є вдосконаленням процесора (мікроархітектури) Kaby Lake.
Зі скороченням розмірів кристалу Cannon Lake став новим техпроцесом Intel згідно з їх методологією Tick-Tock. Процесори Cannon Lake є першими, які реалізують розширення набору команд AVX-512.

## Зміни у архітектурі порівняно з Coffee Lake
- Розширення AVX-512
- Перший процесор Intel на основі технологічної норми 10 нанометрів